# Francisco Sarabia (Chiapa de Corzo)
Francisco Sarabia es una localidad del estado mexicano de Chiapas. Es parte del municipio de Chiapa de Corzo.

## Toponimia
El nombre de la localidad rinde homenaje a Francisco Sarabia, pionero de la aviación mexicana.

## Demografía
| Gráfica de evolución demográfica |
|                                  |

| Censo | Población |
| ----- | --------- |
| 1950  | 256       |
| 1960  | 318       |
| 1970  | 369       |
| 1980  | 544       |
| 1990  | 737       |
| 2000  | 743       |
| 2010  | 939       |
| 2020  | 1 102     |